# Кудрявская улица
Кудря́вская у́лица (укр. Кудря́вська ву́лиця) — улица в Шевченковском районе города Киева, местность Кудрявец. Пролегает от улицы Сечевых Стрельцов до Вознесенского спуска.
К Кудрявской улице примыкают переулки Несторовский , Косогорный и Кудрявский спуск

## История
Возникла в 1830-х годах в связи с прокладкой Житомирской улицы (сейчас — улица Сечевых Стрельцов). Сначала состояла из переулков Кудрявского (от улицы Сечевых Стрельцов до Косогорного переулка) и Подвального (от Косогорного переулка до конца улицы, присоединённый к Кудрявской улице в 1909 году). Современное название — с 1908 года, от местности Кудрявец, через которую проходит улица.

## Учреждения
- Дошкольное учебное учреждение № 35 (дом № 21)
- Институт прикладной оптики НАН Украины (дом № 10-г)
- Посольство Кувейта (дом № 13-19)
- Киевский завод ликёро-водочных продуктов «Столичный Стандарт» (дом № 16)
- Киевский музей А. С. Пушкина (дом № 9)
- Укргаздобыча (дом № 26-28)

## Примечательные места и памятники
Памятником архитектуры является жилой дом (1816, 1850 годы) № 9. В нём находится музей А. С. Пушкина, а на подворье в 2009 году установлен памятник писателю.
На здании № 10 установлена мемориальная доска в честь членов семьи В. И. Ленина, которые проживали в этом здании.

## Выдающиеся личности, связанные с Кудрявской улицей
На улице Кудрявской некоторое время жила семья писателя Михаила Булгакова — в здании № 9 в 1893—1905 годах, и в здании № 10 в 1906 году.
В квартире № 5 здания № 10 в октябре 1903 года проживали мать В. И. Ленина Мария Александровна Ульянова и его сёстры Мария Ильинична и Анна Ильинична Ульяновы.